# Connexió Weyl
En geometria diferencial, una connexió de Weyl (també anomenada estructura de Weyl) és una generalització de la connexió Levi-Civita que té sentit en una varietat conforme. Van ser introduïts per Hermann Weyl (Weyl 1918) en un intent d'unificar la relativitat general i l'electromagnetisme. El seu enfocament, encara que no va conduir a una teoria reeixida, va conduir a més desenvolupaments de la teoria en geometria conformal, inclòs un estudi detallat d'Élie Cartan (Cartan 1943). També es van parlar a Eisenhart (1927).
Concretament, deixa {\displaystyle M} ser una varietat llisa, i {\displaystyle [g]} una classe conforme de tensors mètrics (no degenerats). {\displaystyle M}, on {\displaystyle h,g\in [g]} si {\displaystyle h=e^{2\gamma }g} per a una funció suau {\displaystyle \gamma } (vegeu transformació de Weyl). Una connexió Weyl és una connexió afí sense torsió {\displaystyle M} tal que, per a qualsevol {\displaystyle g\in [g]}, {\displaystyle \nabla g=\alpha _{g}\otimes g} on {\displaystyle \alpha _{g}} és una forma única segons {\displaystyle g}.
Si {\displaystyle \nabla } és una connexió Weyl i {\displaystyle h=e^{2\gamma }g}, doncs {\textstyle \nabla h=(2\,d\gamma +\alpha _{g})\otimes h} de manera que la forma única es transforma per {\textstyle \alpha _{e^{2\gamma }g}=2\,d\gamma +\alpha _{g}.} Així, la noció d'una connexió de Weyl és conformament invariant, i el canvi d'una forma està mediat per un cocicle de Rham.
Un exemple de connexió Weyl és la connexió Levi-Civita per a qualsevol mètrica de la classe conformal {\displaystyle [g]}, amb {\displaystyle \alpha _{g}=0}. Aquest no és el cas més general, però, ja que qualsevol connexió de Weyl té la propietat de la forma única {\displaystyle \alpha _{h}} està tancat per a tothom {\displaystyle h} pertanyent a la classe conformal. En general, la curvatura de Ricci d'una connexió de Weyl no és simètrica. La seva part esbiaixada és la dimensió multiplicada per la forma de dues {\displaystyle d\alpha _{g}}, que és independent de {\displaystyle g} a la classe conformal, perquè la diferència entre dos {\displaystyle \alpha _{g}} és un cocicle de Rham. Així, segons el lema de Poincaré, la curvatura de Ricci és simètrica si i només si la connexió de Weyl és localment la connexió de Levi-Civita d'algun element de la classe conformal.
L'esperança original de Weyl era que la forma {\displaystyle \alpha _{g}} podria representar el potencial vectorial de l'electromagnetisme (una quantitat depenent del calibre) i {\displaystyle d\alpha _{g}} la intensitat del camp (una quantitat invariant de calibre). Aquesta síntesi no té èxit en part perquè el grup gauge és incorrecte: l'electromagnetisme s'associa amb un {\displaystyle U(1)} camp de mesura, no an {\displaystyle \mathbb {R} } camp de mesura.
Hall (1992) va demostrar que una connexió afí és una connexió de Weyl si i només si el seu grup d'holonomia és un subgrup del grup conformal. Les possibles àlgebres d'holonomia en la signatura Lorentziana es van analitzar a Dikarev (2021).
Una varietat de Weyl és una varietat que admet una connexió de Weyl global. L'anàlisi global de les varietats de Weyl s'està estudiant activament. Per exemple, LeBrun & Mason (2009) van considerar varietats completes de Weyl de manera que les equacions de buit d'Einstein es mantenen, una geometria d'Einstein-Weyl, obtenint una caracterització completa en tres dimensions.
Les connexions de Weyl també tenen aplicacions actuals en teoria de cordes i holografia.
Les connexions de Weyl s'han generalitzat a la configuració de geometries parabòliques, de les quals la geometria conformal és un cas especial, a Čap & Slovák (2003).